# Кресон
Кресон (Lepidium sativum) е бързорастящо едногодишно градинско растение от семейство Кръстоцветни (Brassicaceae), с право стъбло, високо до 60 cm. Най-ценни са листата, които са различни по форма, в зависимост от това, в коя част на растението се намират. Цъфти с гроздовидни съцветия. Плодът е шушулка, с дребни яйцевидни семена. Листата са сочни, с пикантен вкус.
Използва се в кулинарията главно за салати и като допълнение в сандвичи. Подходящ е за ястия с яйца и извара, подправя добре супи и сосове. Вкусът му е свеж и далечно напомня този на хряна.
Листата на кресона са богати на витамини от групата В, С, каротин, рутин, калциеви соли, магнезий, желязо, йод и фосфор.
За негова родина се смята Иран, или по скоро Персия. Бил е известен и на египтяните и на римляните. В древността се е използвал за набавяне на полезни вещества чрез храната, за успокояване на нервната система, както и за подобряване на съня.